# Икономика на Чехия
Чехия е страна с добре развита пазарна икономика, чийто разнообразни сектори генерират висок брутен вътрешен продукт и приходи от износ. Чешката икономика е силно интегрирана в тази на Европейския съюз, където основните чешки продукти като автомобилите, металургичните изделия, стъклото и оръжията намират пазар.

## Обща характеристика
С Нежната революция през 1989 година Чехословакия поставя началото на преход от командна към свободна пазарна икономика. Правителството въвежда либерализация на цените, отваряне на пазарите към външна търговия и инвестиции, конвертируемост на валутата, приватизация на държавните предприятия и данъчна реформа.
Макар и Чехия, и Словакия да поемат ролята на наследници на Чехословакия, трайните различия в нивото на икономическо развитие се оказват в полза на чехите. Стриктното разпределение на стопански роли в държавите от Съвета за икономическа взаимопомощ (СИВ) определят Словакия като главен производител на оръжия за страните от Източния блок заради нейния хидроенергиен и ресурсен потенциал. За разлика от нея, Чехия разполага с по-разнообразна и стабилна икономика, отразяваща по-добрите географски условия и преобладаващите чешки кадри във федералната администрация.
Когато политическото разделение се оказва неизбежно, чехите и словаците се изправят пред безпрецедентната задача да разделят стопанството и активите на Чехословакия. Дисбалансът между наличните активи на двете страни поставя сериозни проблеми пред справедливото им разпределение, особено по отношение на военните бази оборудване, разположени почти изцяло в Чехия. Словакия разполага с мащабна военна промишленост, която бързо запада с изчезването на гарантираните социалистически пазари.
В първите години след разделението Чехия се радва на силни икономически индикатори и сравнително ниска безработица благодарение на близостта си до Западна Европа, нисък външен дълг и добре образована и обучена работна ръка. Новото правителство на президента Вацлав Хавел и премиера Вацлав Клаус, бившият чехословашки финансов министър, продължава реформите и поставя мащабната приватизация като най-важна цел. Тя е постигната чрез система от гаранции, през която чешките граждани купуват акции в държавните предприятия. Въпреки забавеното преструктуриране на остарелия производствен сектор, Чехия успява да поддържа ниски нива на безработица и инфлация заедно с висок икономически ръст, който я превръща в най-успешната реформирана икономика на Източна Европа. Заедно с това се развиват силен сектор на услугите, включително и туризъм, благодарение на които се създават много работни места и трудностите от реформите са превъзмогнати.
След няколко години обаче става ясно, че чешката икономика все пак не се развива толкова добре, колкото изглежда. Неуспехът на правителството да преструктурира ключови сектори и да създаде прозрачни рамки на финансовите пазари започва да се отразява зле на страната. Лошото управление и корупцията в банковите институции, много от които са останали в ръцете на държавата, довеждат до срива на осем банки през 1996 година. За влошаването на ситуацията допринася и банкрутът на нерегулирани частни инвестиционни фондове, на които много чехи прехвърлят своите приватизационни гаранции с надеждата да върнат своите инвестиции многократно. През 1997 година правителството отговаря на кризата като налага пакет от мерки за затягане на фискалната дисциплина и въвежда плаващ валутен курс, който значително обезценява кроната.
Въпреки тези мерки и създаването на комисия за надзор, в края на 1990-те години Чехия изпада в рецесия и отбелязва спад в брутния вътрешен продукт и заплатите, увеличение на външнотърговския дефицит и нарастваща безработица. В първите години на 21 век икономиката започва да се възстановява. След нов лек спад растежът се ускорява още повече и задминава индикаторите от средата на 90-те години въпреки значителното увеличение на дефицита в публичните финансови. След присъединяването на страната към Европейския съюз през 2004 година, тя става най-бързоразвиващата се членка.
Днес чехите се радват на по-висок стандарт на живот от останалите бивши социалистически страни в Източна Европа. Безработицата и стандартът обаче варират значително по регион – например Прага, със своят силен туристически сектор има средна безработица от едва 1% докато в други части на страната тя достига до 20%. Средният за страната процент се движи около 10%.

## Селско стопанство
Чешкото селско стопанство е сред най-добре развитите в Източна Европа, с добив над средния за региона. Страната не страда от недостиг на обработваеми земи, но те все пак се използват далеч по-неефективно, отколкото в Западна Европа. След края на социализма, национализираните след Втората световна война земи за колективни стопанства постепенно биват върнати на предишните им собственици. Макар и членуващите в малки колективни стопанства да получават правото да изтеглят земята си от него, не всички земевладелци получават самата земя обратно. Вместо това те получават парцел със сходна стойност на друго място. Земеделският пазар е изцяло либерализиран като 1/4 от земята се обработва от частни собственици, 1/3 от кооперативи и около 2/5 от корпорации.
Основните култури са пшеница, захарно цвекло, ечемик, ръж, овес и картофи, а прасетата, говедата, овцете и пилетата са главните видове добитък. В Бохемия се отглежда и хмел с високо качество, който се използва в пивоварните из страната. Моравия, и особено южните ѝ части, са лозарски регион и сърцето на чешката винарска промишленост.
Усилията по залесяване от началото на 1980-те години не дават голям резултат заради ефектите на киселинния дъжд, които налагат изсичане над предвидените количества. До 1989 година почти 3/5 от горите на републиката са били унищожени или сериозно засегнати. Оттогава насам залесяването с широколистни видове става по-ефективно от това с иглолистни, поради което не настъпват големи промени в общата горска площ, която покрива около 30% от територията на страната.

## Енергетика и ресурси
Макар и да няма значителни залежи, Чехия добива големи количества битуминозни, антрацитни и кафяви въглища. Битуминозните въглища се добиват в Остравско-карвинското находище в североизточната част на страната, както и край Кладно в Пилзенския басейн и около Трутнов и Бърно. По-голямата част от тях са годни за коксуване. Добивът на кафяви въглища нараства бързо в средата на 20 век и запазва стабилни нива до 90-те години, когато се отчита спад заради преструктурирането и приватизацията на промишлеността. Кафявите въглища се добиват основно на запад, около Хомутов, Мост, Теплице и Соколов. Те се използват в ТЕЦ, химическата промишленост и битово отопление. Край Ходонин се добиват и малки количества нефт и газ. Огромната част от тези ресурси обаче се внасят през тръбопроводи от Русия, както и през Италия благодарение на построения през 90-те години петролопровод до Триест. Чехия има две АЕЦ – АЕЦ Темелин и АЕЦ Дуковани, но въпреки производството на ядрена енергия, около 3/4 от електроенергията в страната се произвежда от топлоелектрически централи.
Страната има и малки запаси от метални руди. Край Кутна Хора, Пжибрам и планината Хруби Йесеник се добиват оловно-цинкови руди. Край Пжибрам и Хамр в Северна Бохемия се добива и уран. В Мокърско, централна Бохемия, има значителни златни залежи. Сред останалите ресурси на Чехия са малки количества калай в Рудните планини, графит около Ческе Будейовице и каолин около Пилзен и Карлови Вари.

## Промишленост и производство
Чешката промишленост разполага с модерни и ефикасни сектори, като автомобилостроенето и електрониката. Други значими сектори са производството на храни и бира, химическата, текстилната, стъкларската и обувната промишленост, както и производството на цимент. Производството на желязо и стомана по традиция са едни от най-силните в региона, но разчитат предимно на вносна руда, най-вече от Украйна. Повечето стоманоляерни са съсредоточени в района на Острава в Моравия. Тежкото машиностроене произвежда коли, камиони, трактори, автобуси, самолети, мотоциклети, дизелови и електрически локомотиви и трамваи.
Основният производител на автомобили остава Шкода, най-старият в Източна Европа. Основният завод се намира в Млада Болеслав. В началото на 90-те години компанията е купена от немския концерн Фолксваген, а мощностите ѝ са модернизирани напълно. След 2000 година Шкода се превръща в най-печелившия износител от Чехия – около 10% от целия износ на страната – и е източник на национална гордост.

## Финанси, търговия, услуги
Всички финансови институции са под опеката на Националната банка. С либерализирането на икономиката се появяват голям брой частни банки, предоставящи разнообразни финансови услуги. До края на 90-те години обаче банковият сектор е нестабилен заради лоши практики при предоставянето на заеми и злоупотреба със средства, които през 1996 довеждат до срива на шестата по-големина банка „Кредитни“. Това принуждава правителството да ускори приватизацията на банките.
Германски банки, фирми и предприемачи са сред първите чужди инвеститори, появили се в Чехия след установяването на пазарна икономика. Други основни инвеститори идват от САЩ, Нидерландия, Швейцария, Франция и Австрия. Най-облагодателстваните от чужди директни инвестиции сектори са телекомуникациите, транспорта и потребителските стоки.
До разпускането на СИВ през 1991 година, Чехословакия е един от най-големите износители в организацията. Структурата на външната търговия се променя през 90-те години и до 2000 година износът към бившите членки на СИВ намалява до под 25% от общия износ. Днес Германия е най-важният търговски партньор на Чехия – страната осъществява 29,5% от вноса и 31,8% от износа си с Германия. Други дестинации за чешкия износ са Словакия (9,1%), Полша (6,1%), Франция (5,1%) и Великобритания (4,9%), а внос се осъществява от Полша (7,7%), Словакия (7,4%), Китай (6,3%), Нидерландия (5,8%) и Русия (5,3%), по данни от 2012 година.
От 90-те години насам приходите от туризъм нарастват главоломно и изиграват важна роля за развитието на сектора на услугите. В първите години на 21 век услугите генерират около половината от брутния вътрешен продукт и в тях са заети над половината от работещите в страната. Днес значително е нараснал потока на туристи от САЩ и Западна Европа, които са привлечени главно от стара Прага, минерални извори, зимни курорти и културни събития. През 2012 година страната е била посетена от 8 908 000 туристи.

## Данъчна политика
Чехия има прогресивно данъчно облагане на доходите. Върху продукти и услуги се прилалага и данък добавена стойност, с изключение на пощенските услуги, някои финансови институции, здравните и социалните услуги, излъчването на сигнали и дейностите на организации с нестопанска цел.

## Инфраструктура
Заради географските си особености, политиките на бивша Чехословакия и близостта си до Западна Европа, Чехия разполага с по-развита транспортна мрежа от Словакия. Железопътни линии свързват всички региони, предоставят връзка със съседните страни и свързват Прага с почти всички големи европейски градове. В гъстонаселените региони се движат и регионални влакове. Общата дължина на линиите е 9469 километра, от които 9449 са със стандартно междурелсие. Въпреки цялостната модернизация в края на 90-те години обаче, употребата на железопътния транспорт намалява както за товарни, така и за пътнически цели. Обширна мрежа от пътища също свързва различните части на страната, а Прага, Бърно и Братислава са свързани с магистрала. Чешката пътна мрежа е с обща дължина 130 671 километра, включително 730 километра магистрали.
Реките Елба и Вълтава са основните водни пътища, чиито основни пристанища са съответно Дечин и Прага. Река Одер осигурява достъп до Балтийско море през полското пристанище Шчечин. Прага е и голям международен авиационен център и приема полети от цял свят. Международни полети минават и през Бърно, Острава и Карлови Вари. В страната има 41 летища с асфалтирани писти, от които две са с дължина на пистата над 3047 метра.
Наличието на компютри на глава от населението е по-високо от останалите страни в Централна Европа но по-ниско от Западна Европа. За сметка на това мобилните телефони са по-разпространени, отколкото в западноевропейските страни. През 2012 година в употреба са били 12,973 милиона мобилни устройства. Към 2014 година интернет потребителите са били 8 322 168 души, или 77,48% от населението.